# یوکوسوکا بی۳وای
یوکوسوکا بی۳وای (به انگلیسی: Kugisho_B3Y) یک هواگرد ملخ‌پیشین تک‌موتوره از نوع هواگرد اژدرافکن ساخت شرکت Kaigun Koku-Gijutsu-Sho - Kugisho) -(Naval Air Technical Arsenal) است. این هواگرد در سال ۱۹۳۳ میلادی رسماً معرفی گردید. در مجموع، تعداد ۱۲۹ فروند از این هواگرد ساخته شده‌است.